# Station Inverness
Station Inverness (Engels: Inverness railway station; Schots-Gaelisch: Stèisean-rèile Inbhir Nis) is het enige spoorwegstation van de Schotse stad Inverness.

## Geschiedenis
Het station werd geopend op 5 november 1855 als het westelijke eindpunt van de Inverness and Nairn Railway. Tegenwoordig is het station het eindpunt van de Highland Main Line, de Aberdeen to Inverness Line, waarvan de Inverness and Nairn Railway tegenwoordig een onderdeel is, de Kyle of Lochalsh Line en de Far North Line.
Net zoals de meeste andere stations in het Verenigd Koninkrijk, is het station van Inverness eigendom van Network Rail. Het is echter in beheer bij ScotRail, dat de meeste treindiensten van en naar Inverness verzorgt.

## Perrons en lijnen
Het station is een kopstation. Vanuit het station kunnen treinen rechtsaf richting Aberdeen en Perth en verder naar Edinburgh en Glasgow. Deze treinen maken gebruik van de perrons 1 tot en met 4. De treinen voor Wick en Thurso (Far North Line) en Kyle of Lochalsh (Kyle of Lochalsh Line) maken gebruik van de perrons 5 tot en met 7; zij slaan vanuit het station linksaf om de Ness over te steken.

## Busstation
Vlak bij het station ligt het centrale busstation van Inverness. Vanaf hier vertrekken zowel lokale als regionale en lange-afstandsbussen. Elk half uur rijdt er een bus naar Inverness Airport.

## Diensten
Alle treindiensten van en naar Inverness worden uitgevoerd door ScotRail. De enige uitzondering is de trein van de London North Eastern Railway (LNER), die elke dag naar station London King's Cross rijdt, de zogeheten Highland Chieftain.

### Zomer 2008
| Bestemming          | Ma-Vrij | Za | Zo |
| ------------------- | ------- | -- | -- |
| Aberdeen            | 10      | 10 | 6  |
| Dingwall            | 11      | 11 | 2  |
| Edinburgh           | 6       | 6  | 3  |
| Glasgow QS          | 3       | 3  | 2  |
| Kyle of Lochalsh    | 3       | 3  | 1  |
| Londen Euston       | 1       | -  | 1  |
| London King's Cross | 1       | 1  | 1  |
| Wick en Thurso      | 3       | 3  | 1  |

### Winter 2008
| Bestemming          | Ma-Vrij | Za | Zo |
| ------------------- | ------- | -- | -- |
| Aberdeen            | 10      | 10 | 6  |
| Dingwall            | 11      | 11 | 6  |
| Edinburgh           | 6       | 6  | 3  |
| Glasgow QS          | 3       | 3  | 2  |
| Kyle of Lochalsh    | 4       | 4  | 1  |
| London Euston       | 1       | -  | 1  |
| London King's Cross | 1       | 1  | 1  |
| Wick en Thurso      | 4       | 4  | 1  |